# Papa Eugenio IV
Eugenio IV, nato Gabriele Condulmer (in latino: Eugenius IV; Venezia, 11 gennaio 1383 – Roma, 23 febbraio 1447), è stato il 207º papa della Chiesa cattolica dal 1431 alla morte.

## Formazione e carriera ecclesiastica

### Formazione
Nacque a Venezia dai Condulmer, una famiglia popolare ma assai influente grazie alle ricchezze accumulate con i commerci. Questa posizione aveva permesso a suo padre, Angelo Condulmer, di sposare sua madre, Francesca detta "Bariola" Correr, figlia di Niccolò Correr e sorella di Angelo Correr, che nel 1406 divenne papa con il nome di Gregorio XII. Aveva una sorella, Polissena Condulmer.
Iniziò la carriera ecclesiastica nel clero regolare, aderendo alla neoistituita congregazione di San Giorgio in Alga, una comunità agostiniana nel cuore della laguna veneta, assieme al cugino Antonio Correr. Quando però lo zio ascese al soglio pontificio, fece chiamare a sé i due nipoti, che entrarono così nel clero secolare.

### Al fianco di due papi, Gregorio e Martino
Favorito dal parente, Gabriele fu promosso a protonotario papale e tesoriere, quindi, nel 1407, fu nominato vescovo di Siena, usufruendo di una dispensa a causa della giovane età, appena 24 anni. Nella diocesi toscana non svolse un ruolo di primo piano poiché già il 12 maggio 1408 venne creato cardinale col titolo di San Clemente. Tale nomina fu però la causa della rottura del "fronte romano" durante lo Scisma d'Occidente, in quanto Gregorio si era impegnato, nel conclave che lo elesse, a non nominare nuovi cardinali a meno che il papa "avignonese", Benedetto XIII, non ne avessi nominati di più rispetto alla sede romana. Per tutta risposta, i cardinali fedeli a Gregorio XII abbandonarono prontamente il pontefice, riunendosi con gli avignonesi scontenti anch'essi del temporeggiamento di Benedetto, e dando tutti insieme origine a un Concilio volto a eliminare la piaga dello scisma.

Dal 1408 fino al 1415 Gabriele rimase al fianco dello zio papa nel suo peregrinare tra Napoli e Carlo Malatesta e, dopo la spontanea abdicazione di Gregorio nel 1415, fu confermato nel titolo di cardinale e partecipò al Conclave del 1417, dove fu eletto Martino V.

Tra il 1417 e il 1431, il cardinale Condulmer fu inviato da Martino V a governare la Marca Anconitana e la città di Bologna, in pieno stato d'anarchia a causa dell'assenza del romano pontefice negli ultimi anni. In questi anni conobbe Ciriaco d'Ancona, il padre dell'archeologia, con il quale rimase poi in contatto anche quando fu eletto al soglio pontificio, affidandogli incarichi nella difficile questione della difesa di Costantinopoli dall'avanzata ottomana.
Nel 1426, cambiò il titolo cardinalizio, passando da San Clemente a Santa Maria in Trastevere.

### L'elezione al Soglio
Quando Martino V morì, il 20 febbraio 1431, il Conclave che ne seguì durò poco tempo, a causa dell'imminente apertura del Concilio di Basilea, proclamato poco prima che papa Martino spirasse. I voti dei cardinali conversero su Gabriele Condulmer, eletto il 3 marzo e poi incoronato in San Pietro l'11 marzo 1431 con il nome di Eugenio IV. Per un accordo scritto stipulato prima della sua elezione, accettò di distribuire ai cardinali la metà di tutte le entrate della Chiesa e promise di consultarsi con loro su tutte le questioni d'importanza spirituale o temporale, commettendo però l'errore di confermare quanto accettato in sede elettorale.

## Il pontificato

### Relazioni con l'aristocrazia romana

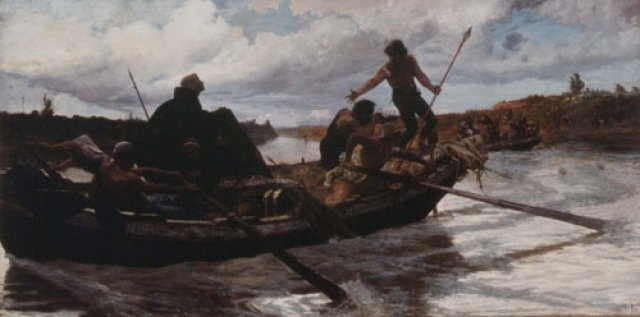
Pio Joris, Fuga di papa Eugenio IV
1883, Galleria Nazionale d'Arte Moderna, Roma.

All'atto della sua elevazione a pontefice, Eugenio emanò misure repressive contro diversi esponenti della famiglia Colonna, cui il suo predecessore Martino V aveva invece concesso terre e castelli. Il neoeletto si alienò così la più potente famiglia di Roma; la sua decisione inoltre limitò l'azione del papato nella stessa capitale.
Nel giro di pochi anni i Colonna si vendicarono del trattamento ricevuto e tolsero al pontefice il dominio su Roma (istituito nel 1398 da Bonifacio IX) imponendo un governo comunale autonomo. Eugenio IV si mise in salvo andando in esilio il 4 maggio 1434. Travestito con abiti da monaco, venne condotto da una barca a remi al centro del Tevere, inseguito dalla milizia comunale e sotto il lancio di pietre gettate da entrambe le rive, fino a Ostia, dove lo attendeva un vascello fiorentino. Anche se l'Urbe venne ricondotta all'obbedienza da Giovanni Maria Vitelleschi vescovo di Recanati, nell'ottobre seguente, il Papa risiedette a Firenze e Bologna.
Il pontefice rimase lontano da Roma per quasi dieci anni.

### Governo della Chiesa

#### Il pontefice e il Concilio di Basilea
Il 23 luglio 1431 i legati pontifici (capeggiati dal cardinale Giuliano Cesarini) aprirono il Concilio di Basilea, che era stato convocato dal predecessore Martino V. Gli argomenti principali in discussione furono due: gli hussiti e la riunificazione della Chiesa cattolica con la Chiesa ortodossa. Erano passati tredici anni dall'ultimo concilio ecumenico, quello di Costanza (1414-1418). In esso era stato ricomposto lo Scisma d'Occidente, tuttavia una questione era rimasta ancora aperta, se cioè le decisioni del Concilio prevalessero sul Papa (conciliarismo). Eugenio IV, giudicando la propensione verso il conciliarismo in contraddizione con la tradizione della Chiesa, trasferì il concilio dalla Svizzera all'Italia. Con una bolla emanata il 18 dicembre 1431, sciolse l'assemblea e indisse un nuovo concilio, da tenersi diciotto mesi dopo a Bologna (città dello Stato Pontificio). I padri conciliari, però, si opposero alla decisione di Eugenio. Sostenendo poi le posizioni già espresse a Costanza nel documento Haec Sancta, affermarono che il pontefice si dovesse uniformare alla volontà conciliare. Essi quindi decisero di citare il pontefice davanti al Concilio, il cui potere proveniva direttamente da Cristo. Una soluzione di compromesso fu trovata dal neoimperatore Sigismondo di Lussemburgo, incoronato a Roma il 31 maggio 1433 (giorno di Pentecoste). In base all'accordo il Papa ritirò la bolla di scioglimento e, riservando tutti i diritti alla Santa Sede, riconobbe il concilio come ecumenico (15 dicembre 1433).
Nel 1434 il Papa fu costretto a fuggire da Roma travestito da monaco, riuscendo quindi a rifugiarsi a Pisa. L'anno successivo riprese la lotta tra il pontefice ed il concilio riunito a Basilea. Il 9 giugno 1435 i padri conciliari cercarono di limitare l'autorità papale nella riscossione delle decime, senza però ottenere alcun effetto.
Papa Eugenio, ritenendo che la riunificazione della chiesa cattolica con quella ortodossa fosse possibile e vicina, propose all'imperatore di Costantinopoli Giovanni VIII Paleologo l'indizione di un concilio di unione. Al momento di scegliere il luogo, il pontefice confermò (8 gennaio 1438) il voto della minoranza che preferiva una città italiana (così era anche il volere dei greci), contro la maggioranza dei padri conciliari, che preferivano Basilea o Avignone. Il concilio di unione con gli ortodossi ebbe inizio a Ferrara. A Basilea rimase un'assemblea di conciliaristi composta da un cardinale e diversi dottori e clero minore in numero di circa 300 membri. Questi tentarono, spalleggiati dalle università, di schierare la Chiesa contro il Papa. Istruirono un processo e nel gennaio 1438 lanciarono sul papa la sospensione, alla quale il pontefice rispose con la scomunica.

#### Il Concilio di Ferrara-Firenze
Frattanto il concilio di unione era stato trasferito a Firenze a causa dello scoppio di un'epidemia di peste. Le due chiese erano rappresentate, rispettivamente: i cattolici dal cardinale Giuliano Cesarini; gli ortodossi dal basileus Giovanni e dal Patriarca Giuseppe II. Le trattative furono molto difficili, ma il concilio si poté concludere positivamente. Nel 1439 venne proclamata l'unione tra le due Chiese con la proclamazione, nella basilica di Santa Maria del Fiore, della bolla Laetentur Coeli il 6 luglio. Il 22 novembre dello stesso anno Eugenio IV sottoscrisse un accordo con la Chiesa apostolica armena.
Frattanto i padri conciliari riuniti a Basilea avevano scomunicato il Papa come eretico (25 giugno 1439) e il novembre successivo avevano eletto come antipapa Amedeo VIII di Savoia, con il nome di Felice V. Felice V, comunque, ottenne scarsa considerazione, tanto che nel 1442 il consigliere pontificio, l'umanista Enea Silvio Piccolomini, futuro papa Pio II, fece pace con Eugenio. Ottenuto il ritorno all'unità della Chiesa, Eugenio poté fare un trionfale ritorno a Roma il 26 settembre 1443, dopo un esilio durato quasi dieci anni.
Successivamente Eugenio firmò un accordo con parte dei Giacobiti, mentre nel 1445 promulgò la bolla Benedictus sit Deus di unione con i nestoriani ed i maroniti dell'isola di Cipro. Nella bolla per la prima volta si fece menzione del termine "caldeo" per distinguere i neoconvertiti dalla chiesa d'origine nestoriana.
Eugenio IV, gravemente malato, morì a Roma il 23 febbraio 1447.

### La condanna dello schiavismo
Eugenio IV si espresse contro lo schiavismo praticato dagli spagnoli sulla popolazione indigena delle Isole Canarie (i Guanci) da loro conquistate: il 13 gennaio 1435 emise da Firenze la bolla Sicut Dudum nella quale scrisse: "..... Queste persone devono essere libere completamente e perpetuamente e devono essere lasciate andare senza estorsione o ricezione di denaro...". La bolla papale fu però completamente ignorata dagli spagnoli, che continuarono a ridurre la popolazione in schiavitù, sostenendo che non si trattava di uomini ma di creature che non erano razionali.

### Relazioni con i monarchi cristiani
Re di Francia
Nel 1438 re Carlo VII aveva introdotto in Francia i decreti del Concilio di Basilea, con poche modifiche, attraverso la Prammatica Sanzione di Bourges (7 luglio 1438); in Germania la dieta di Magonza aveva privato il Papa di gran parte dei suoi diritti sull'Impero (26 marzo 1439). La rottura con parte del clero di Basilea e la rinnovata spaccatura della cristianità determinò quello che gli storici chiamarono Scisma di Basilea o Piccolo Scisma d'Occidente ("piccolo" perché coinvolse meno nazioni di quello di pochi decenni prima). Le proteste di Eugenio IV contro la Prammatica sanzione furono inefficaci. La questione fu risolta dall'imperatore. Federico III d'Asburgo riconobbe la sua autorità e con la dieta di Francoforte (1446) avviò la soluzione dello scisma; nel successivo 1447, attraverso il Concordato dei Principi, negoziato da Enea Silvio Piccolomini con gli elettori tedeschi nel 1447, l'intera Germania si dichiarò contraria all'antipapa.
Re di Napoli
Nel 1421 la regina di Napoli Giovanna II (1371-1435) nominò Alfonso V d'Aragona come suo successore al trono. Questi partì dalla Spagna per ricevere l'investitura. Ma nel 1423 Giovanna II cambiò idea e nominò legittimo erede Luigi III d'Angiò. Ne nacque un conflitto che durò vent'anni. Eugenio IV sostenne i diritti degli Angioini (prima Luigi III, poi Renato). Bloccò il tentativo di Alfonso di allearsi con l'antipapa per spodestarlo. Ma il 2 giugno del 1442 Renato d'Angiò abbandonò Napoli assediata dagli aragonesi e all'inizio del 1443 Alfonso fece il suo ingresso trionfale in città. Al pontefice non rimase che riconoscere lo stato effettuale delle cose. In tal modo si addivenne a una pace, che venne stipulata a Terracina il 14 giugno 1443. Il Trattato fu preparato, per parte di Eugenio IV, dal cardinale Ludovico Scarampi, patriarca di Aquileia e, per parte di Alfonso V, da Alonso Borgia, vescovo di Valenza e futuro Papa Callisto III.

Termini del Trattato:
- Nei primi due articoli si afferma che le due parti s'impegnano «ad amarsi vicendevolmente e a dimenticare le reciproche offese»;
- Negli articoli seguenti Alfonso riconosce Eugenio IV come legittimo Papa, restituisce le terre della Chiesa occupate, giura di non violare le libertà ecclesiastiche, s'impegna a bandire dalla Romagna i soldati degli Sforza e a prendere parte alla Crociata contro i Turchi che minacciano seriamente l’Europa. Il Papa riconosce Alfonso re di Napoli e, con esso, il diritto alla successione al suo figlio naturale.

Il Papa ratificò il concordato con la Bolla emessa da Siena il 15 luglio 1443 Regnans in altissimis.

### La crociata contro gli ottomani
L'unione che era stata sancita a Firenze trovò fortissime resistenze tra il clero e la popolazione greca, riuscì però a raggiungere lo scopo politico che si era prefissato. Nello stesso anno, il papa proclamò una crociata contro gli Ottomani, non solo per tutelare gli interessi dei Bizantini, ma anche perché la nazione cristiana d'Ungheria era minacciata dai Turchi, dopo la caduta di Belgrado avvenuta nel 1440. Venne quindi creata una coalizione a cui parteciparono il re d'Ungheria e Polonia, Ladislao III Jagellone, il Voivoda di Transilvania e comandante militare della coalizione, Giovanni Hunyadi, il despota serbo Đurađ Branković e Mircea II di Valacchia, figlio del voivoda Vlad II Dracul. L'esercito cristiano, in cui era presente anche il legato pontificio Giuliano Cesarini, era composto da circa 25.000 uomini a cui si aggiunsero altri 8.000 serbi.

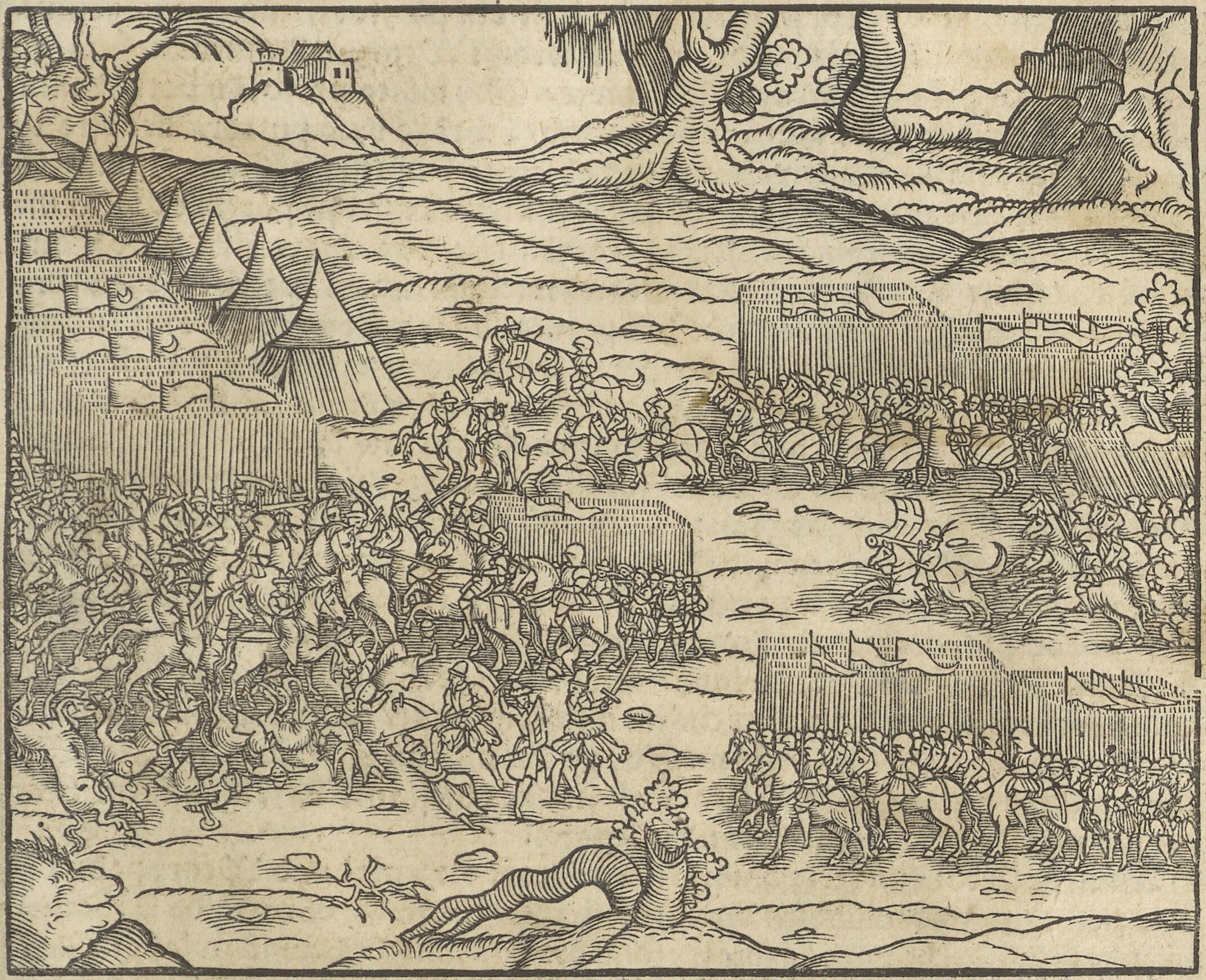
La battaglia di Varna.

Il papa aiutò finanziariamente la crociata devolvendo un quinto delle entrate pontificie. All'inizio del luglio 1443, Branković penetrò vittoriosamente in Bulgaria, liberando Nissa e Sofia ed infliggendo ripetute sconfitte alle truppe ottomane, tanto che queste si dovettero ritirare. Arrivato l'inverno, l'esercito crociato si ritirò a svernare presso Buda. Malgrado forti resistenze, dettate dall'esigenza di non rompere la pace con i turchi e di mantenere aperti i traffici commerciali con il Levante, anche Venezia si decise a partecipare alla guerra, allestendo a proprie spese una flotta per il duca di Borgogna Filippo III, il buono e per il papa, il quale si impegnava a pagare gli stipendi dei marinai veneziani. I continui successi dei cristiani, uniti al fatto che si trovava a combattere su molti fronti (Anatolia, Albania, Morea), preoccuparono molto il sultano Murad, tanto che egli firmò un trattato di pace ad Adrianopoli (l'attuale Edirne) in cui stipulava che l'Impero Ottomano per dieci anni non avrebbe più attaccato nessun paese cristiano e avrebbe assegnato alcuni territori all'Ungheria e alla Serbia. Tale esito del conflitto non piacque al papa, secondo il quale tutta l'area dei Balcani avrebbe dovuto essere liberata dal controllo degli Ottomani. Furono invalidati i trattati fino ad allora sottoscritti. Il re d'Ungheria fu convinto a riprendere la guerra e, all'inizio della "crociata", Venezia dispiegò subito in mare la sua potente marina, disponendola tra i Balcani e l'Asia minore, in modo da presidiare i Dardanelli e da dividere in due l'Impero ottomano. Quando Murad II venne a conoscenza delle manovre dei cristiani, non esitò a radunare tutto il suo esercito e a farlo sbarcare nei Balcani; questa impresa fu favorita dalle avverse condizioni atmosferiche oppure fu aiutato, forse, dalle navi dei genovesi.
Il 10 novembre 1444 le forze turche, circa il triplo di quelle nemiche, affrontarono i crociati presso Varna, lungo il Mar Nero. Le forze crociate furono sbaragliate: perirono il re Ladislao e il cardinal Cesarini; solo in pochi riuscirono a salvarsi e a ritornare in Ungheria. La sconfitta di Varna fu un durissimo colpo per il papa, anche se per un po' di tempo gli rimase l'illusione che l'offensiva potesse essere ripresa. Eugenio IV accusò la flotta veneziana di viltà per non aver bloccato la traversata dei turchi e si rifiutò di pagare il loro stipendio come in precedenza promesso; in qualche maniera riuscì a far svernare due navi da guerra veneziane, una a Costantinopoli e l'altra a Tenedo, mentre il cardinale Condulmer rimaneva a Costantinopoli, in attesa della ripresa dell'offensiva ungherese.

### Governo dello Stato Pontificio
Eugenio IV, impegnato in una dura lotta contro i conciliaristi, non riuscì a contrastare efficacemente le scorribande di capitani di ventura quali Niccolò Fortebraccio e Francesco Sforza, i quali, approfittando anche della debolezza militare dello Stato Pontificio, compirono diverse scorrerie nel suo territorio.

Inoltre, alcune città si mostrarono riottose ad assoggettarsi alla signoria papale. Forti furono i contrasti con Forlì, in cui il capitolo della Cattedrale, avvalendosi di un antico diritto e con l'accordo dei principali cittadini, elesse come proprio vescovo il frate Guglielmo Bevilacqua, contro la volontà di Eugenio. La crisi fu risolta nel 1443: Eugenio IV nominò vicario pontificio Antonio Ordelaffi, riconoscendogli la Signoria di Forlì anche per la sua discendenza.

Durante il suo pontificato, Eugenio IV cedette le seguenti cittadine:
- Nel 1441 Sansepolcro fu ceduta alla Repubblica fiorentina;
- Tra il 1437 e il 1440 Lugo e i villaggi circostanti andarono ai marchesi d'Este di Ferrara per un totale di sei centri abitati[26].

### Mecenatismo e opere realizzate a Roma
Eugenio IV fu, come il suo predecessore Martino V, un uomo colto e raffinato (protesse, tra gli altri, l'umanista Maffeo Vegio), che viaggiò molto, conoscendo le novità artistiche di Firenze e di altre città e chiamando artisti di fama a decorare Roma, continuando i lavori di ripristino nelle basiliche romane. Nei primi anni quaranta venne chiamato l'umanista Filarete, che terminò nel 1445 i battenti bronzei di San Pietro, dove si registra un precoce gusto antiquario legato alla capitale e alle sue vestigia.
Poco dopo arrivarono in città Beato Angelico, che iniziò una serie di affreschi perduti in San Pietro, e il francese Jean Fouquet, che testimonia con la sua presenza il nascente interesse in Italia della pittura fiamminga e nordica in generale. Sebbene la durata del pontificato di Eugenio IV non permise di attuare appieno i suoi piani, Roma iniziava a diventare quel terreno di incontro fecondo tra artisti di scuole diverse, che presto sarebbe sfociato in uno stile comune e, per la prima volta, definibile "romano".

### Morte e sepoltura
Eugenio IV si ammalò all'inizio di gennaio 1447 e morì il 23 febbraio 1447 nel Palazzo Vaticano.
Fu sepolto il 24 febbraio nella Chiesa di San Salvatore in Lauro a Roma.

## Galleria d'immagini

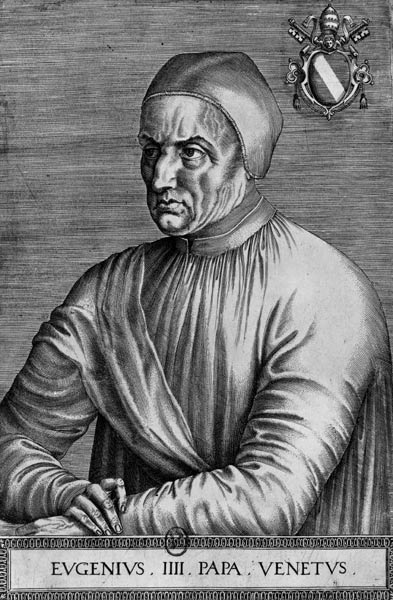
Ritratto di Papa Eugenio IV
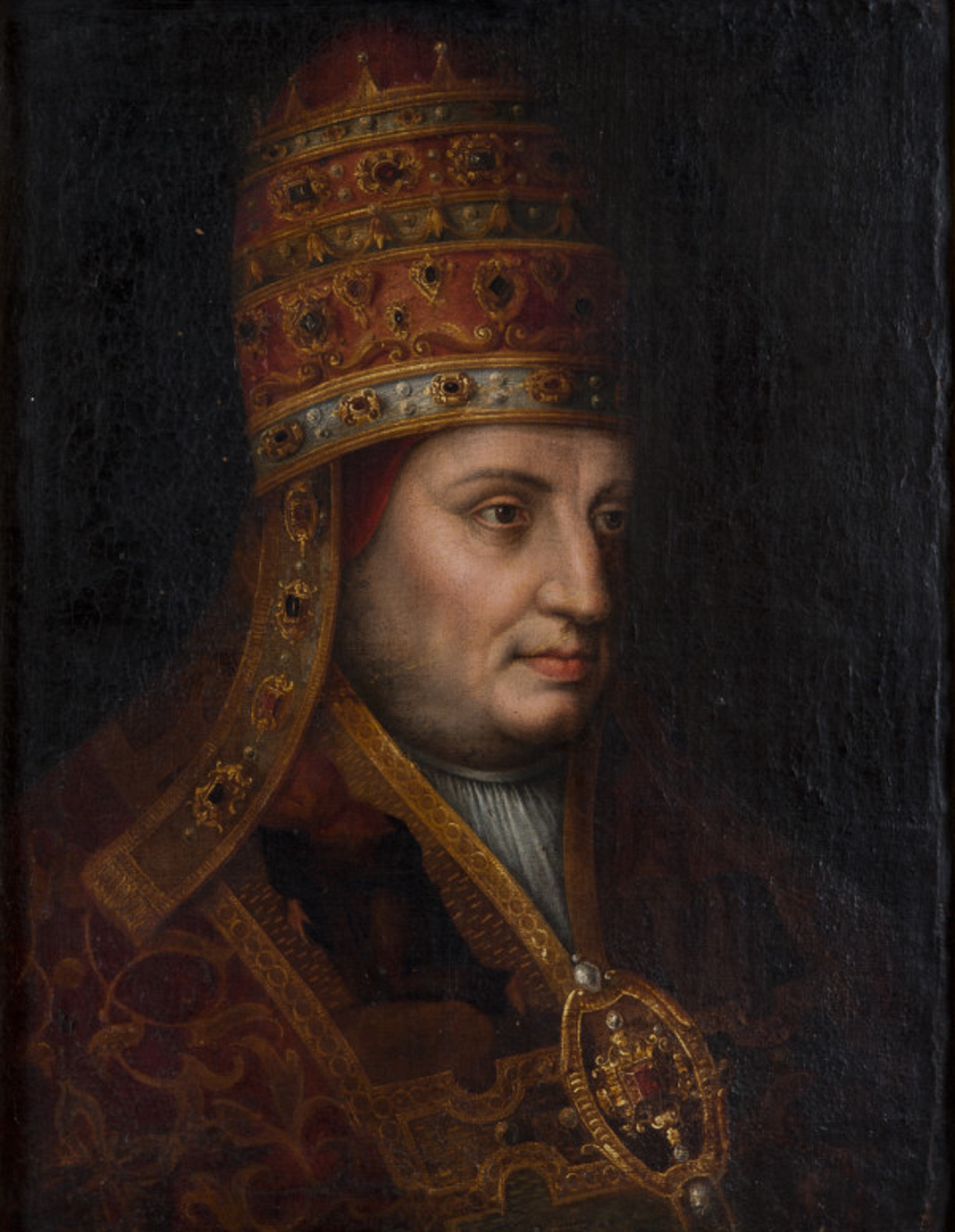
L'Antipapa Felice V, in un ritratto d'epoca. Eletto dai "ribelli" di Basilea, fu l'ultimo antipapa della storia della Chiesa.
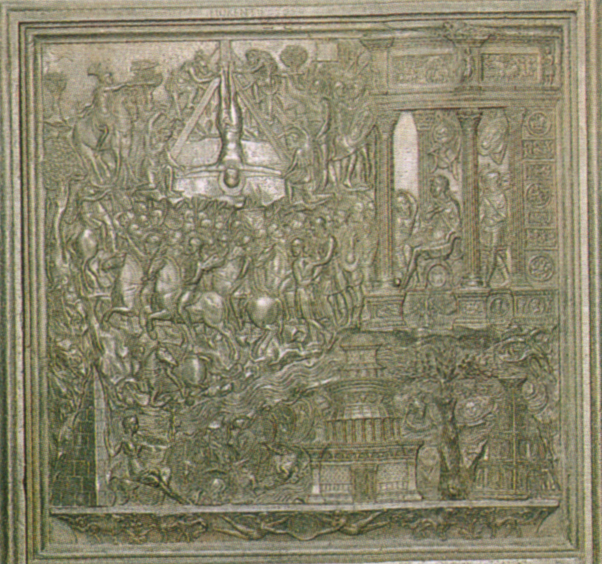
Filarete, formella della porta di San Pietro.
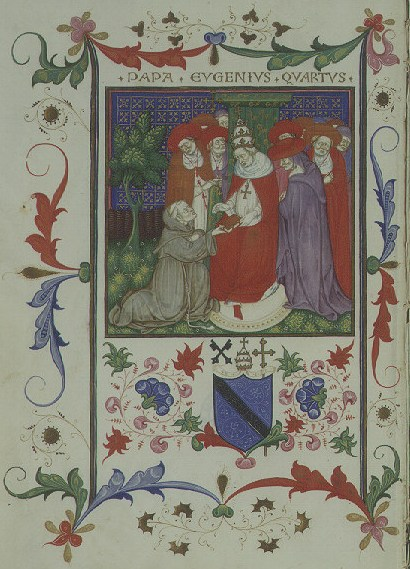
Antonio da Rho presenta la sua opera Dialogi in Lactantium a papa Eugenio IV.
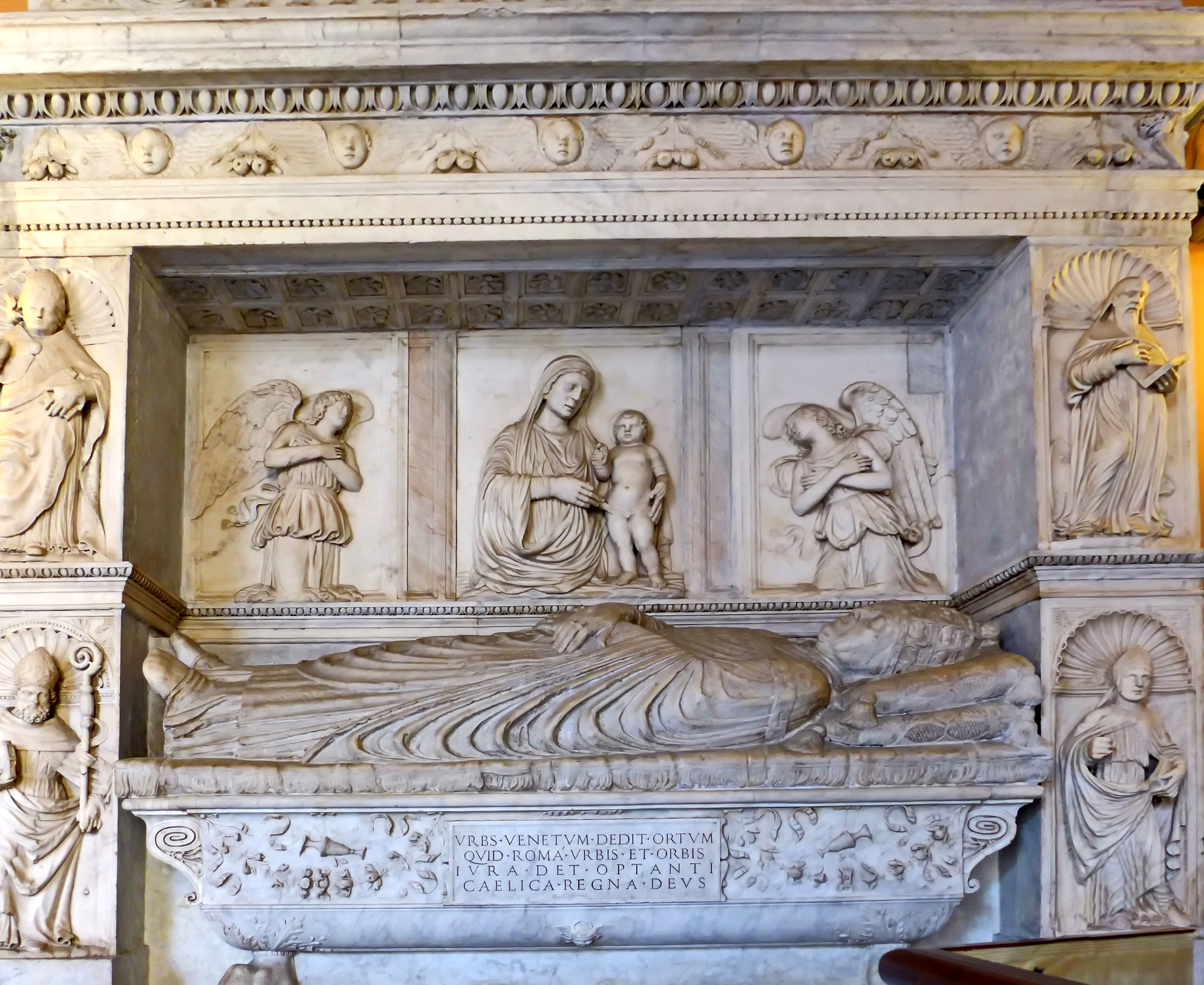
Chiesa di San Salvatore in Lauro Tomba di papa Eugenio IV.

## Eugenio IV nella storiografia
Il pontificato di Eugenio IV fu segnato dalla lotta contro i padri conciliari riuniti a Basilea. Anche se esso fu talmente tempestoso e avaro di soddisfazioni da avergli fatto dire, sul letto di morte, di rimpiangere d'aver lasciato il monastero nel 1406, la vittoria di Eugenio sul Concilio di Basilea e gli sforzi indirizzati all'unità della Chiesa contribuirono notevolmente a spezzare il partito conciliarista e a ripristinare la posizione dominante che il papato aveva mantenuto prima dello Scisma d'Occidente.
Dignitoso nel comportamento, Eugenio IV apparve inesperto e vacillante nell'azione e di temperamento eccitabile. Duro nella sua avversione all'eresia, mostrò grande bontà nei confronti dei poveri. Lavorò alla riforma degli ordini monastici, in particolare i Francescani, e non fu mai colpevole di nepotismo se non col nipote Pietro Barbo. Benché austero nella vita privata, fu sincero amico dell'arte e dello studio, e nel 1431 riorganizzò l'Università a Roma, dandole nuovo impulso.

## Concistori per la creazione di nuovi cardinali
Papa Eugenio IV durante il suo pontificato ha creato 27 cardinali nel corso di 6 distinti concistori.

## Rappresentazioni televisive
Papa Eugenio IV è interpretato da David Bamber nella serie TV 2016 I Medici.

## Genealogia episcopale e successione apostolica
La genealogia episcopale è:
- Papa Gregorio XII
- Papa Eugenio IV

La successione apostolica è:
- Vescovo Antonio Boccabella, O.F.M. (1436)

## Ascendenza
|                                      |               |                   | Genitori |  |  | Nonni |  |  | Bisnonni        |  |  | Trisnonni       |  |
|                                      |               |                   |          |  |  |       |  |  | Marco Condulmer |  |  | Marco Condulmer |  |
|                                      |               |                   |          |  |  |       |  |  | Marco Condulmer |  |  | Marco Condulmer |  |
|                                      |               | …                 |          |  |  |       |  |  | Marco Condulmer |  |  |                 |  |
| Fiornovello Condulmer                |               |                   |          |  |  |       |  |  | Marco Condulmer |  |  |                 |  |
|                                      |               | …                 | …        |  |  |       |  |  |                 |  |  |                 |  |
|                                      |               | …                 | …        |  |  |       |  |  |                 |  |  |                 |  |
|                                      |               | …                 | …        |  |  |       |  |  |                 |  |  |                 |  |
| Angelo Condulmer                     |               | …                 |          |  |  |       |  |  |                 |  |  |                 |  |
|                                      |               | …                 | …        |  |  |       |  |  |                 |  |  |                 |  |
|                                      |               | …                 | …        |  |  |       |  |  |                 |  |  |                 |  |
|                                      |               | …                 | …        |  |  |       |  |  |                 |  |  |                 |  |
| …                                    |               | …                 |          |  |  |       |  |  |                 |  |  |                 |  |
|                                      |               | …                 | …        |  |  |       |  |  |                 |  |  |                 |  |
|                                      |               | …                 | …        |  |  |       |  |  |                 |  |  |                 |  |
|                                      |               | …                 | …        |  |  |       |  |  |                 |  |  |                 |  |
| Papa Eugenio IV (Gabriele Condulmer) |               | …                 |          |  |  |       |  |  |                 |  |  |                 |  |
|                                      | Pietro Correr | Paolo Correr      |          |  |  |       |  |  |                 |  |  |                 |  |
|                                      | Pietro Correr | Paolo Correr      |          |  |  |       |  |  |                 |  |  |                 |  |
|                                      | Pietro Correr | …                 |          |  |  |       |  |  |                 |  |  |                 |  |
| Nicolò Correr                        | Pietro Correr |                   |          |  |  |       |  |  |                 |  |  |                 |  |
|                                      |               | Beriola Bondumier | …        |  |  |       |  |  |                 |  |  |                 |  |
|                                      |               | Beriola Bondumier | …        |  |  |       |  |  |                 |  |  |                 |  |
|                                      |               | Beriola Bondumier | …        |  |  |       |  |  |                 |  |  |                 |  |
| Francesca "Bariola" Correr           |               | Beriola Bondumier |          |  |  |       |  |  |                 |  |  |                 |  |
|                                      |               | …                 | …        |  |  |       |  |  |                 |  |  |                 |  |
|                                      |               | …                 | …        |  |  |       |  |  |                 |  |  |                 |  |
|                                      |               | …                 | …        |  |  |       |  |  |                 |  |  |                 |  |
| Polissena                            |               | …                 |          |  |  |       |  |  |                 |  |  |                 |  |
|                                      |               | …                 | …        |  |  |       |  |  |                 |  |  |                 |  |
|                                      |               | …                 | …        |  |  |       |  |  |                 |  |  |                 |  |
|                                      |               | …                 | …        |  |  |       |  |  |                 |  |  |                 |  |
|                                      |               | …                 |          |  |  |       |  |  |                 |  |  |                 |  |